# The Genesis Project
The Genesis Project è un EP di David Hodges.

## L'album
È la terza pubblicazione solista di Hodges, e la seconda per la comunità cristiana The Summit Church. 
 Come i precedenti lavori, è prodotto da Ben Moody. 
 L'EP contiene tre tracce; la terza e ultima, For You Only, venne successivamente ripresa ed inserita nei primi due album dei Trading Yesterday, The Beauty and the Tragedy e More than This.

## Tracce
Testi di David Hodges, tranne dove indicato. Musiche di David Hodges.
1. You Are the Light (Hodges, Will Reedy, Leslie Harper) – 3:49
2. Make Us Whole (Hodges, Reedy, Harper) 4:34
3. For You Only – 2:03

## Formazione
- David Hodges – voce, cori, pianoforte, chitarra ritmica
- Ben Moody – chitarra solista
- Brad Riggins – tastiere
- Casey Gerber – basso
- Mark Colbert – batteria, percussioni

### Collaborazioni
- Hannah Hodges – cori in You Are the Light